# Corynomalus separandus
Corynomalus separandus là một loài bọ cánh cứng trong họ Endomychidae. Loài này được Kirsch miêu tả khoa học năm 1865.